# Primera División 1945 (Argentina)
La Primera División 1945 è stata la quindicesima edizione del massimo torneo calcistico argentino e la quindicesima ad essere disputata con la formula del girone unico.

## Classifica
| Pos | Club                        | G  | V  | N  | S  | GF | GS | P  |
| 1   | River Plate                 | 30 | 20 | 6  | 4  | 66 | 34 | 46 |
| 2   | Boca Juniors                | 30 | 18 | 6  | 6  | 71 | 43 | 42 |
| 3   | Independiente               | 30 | 17 | 7  | 6  | 68 | 51 | 41 |
| 4   | San Lorenzo de Almagro      | 30 | 15 | 8  | 7  | 67 | 45 | 38 |
| 5   | Huracán                     | 30 | 17 | 2  | 11 | 76 | 61 | 36 |
| 6   | Estudiantes de La Plata     | 30 | 14 | 4  | 12 | 63 | 58 | 32 |
| 7   | Platense                    | 30 | 12 | 6  | 12 | 50 | 57 | 30 |
| 8   | Newell's Old Boys           | 30 | 12 | 4  | 14 | 52 | 56 | 28 |
| 9   | Vélez Sársfield             | 30 | 11 | 4  | 15 | 69 | 73 | 26 |
| 10  | Racing Club de Avellaneda   | 30 | 10 | 5  | 15 | 59 | 63 | 25 |
| 11  | Atlanta                     | 30 | 6  | 12 | 12 | 56 | 64 | 24 |
| 11  | Rosario Central             | 30 | 10 | 4  | 16 | 58 | 70 | 24 |
| 13  | Lanús                       | 30 | 8  | 7  | 15 | 46 | 59 | 23 |
| 13  | Ferro Carril Oeste          | 30 | 9  | 5  | 16 | 51 | 73 | 23 |
| 15  | Chacarita Juniors           | 30 | 6  | 10 | 14 | 46 | 65 | 22 |
| 16  | Gimnasia y Esgrima La Plata | 30 | 7  | 6  | 17 | 50 | 76 | 20 |

### Classifica marcatori
|  | Gol | Marcatore     | Squadra     |  |
|  | --- | ------------- | ----------- |  |
|  | 25  | Ángel Labruna | River Plate |  |
|  |     |               |             |  |